# Barbara Fritchie: The Story of a Patriotic American Woman
Barbara Fritchie: The Story of a Patriotic American Woman è un cortometraggio muto del 1908 diretto da J. Stuart Blackton. È la prima trasposizione per lo schermo del poema letterario Barbara Frietchie di John Greenleaf Whittier. Fu il secondo film nella carriera di Edith Storey e il debutto sullo schermo per Earle Williams, un attore che, negli anni dieci, diventò popolarissimo, star maschile della casa di produzione Vitagraph.

## Produzione
Il film fu prodotto dalla Vitagraph Company of America.

## Distribuzione
Distribuito dalla Vitagraph Company of America, il film uscì nelle sale cinematografiche statunitensi il 7 novembre 1908. Nelle proiezioni, veniva programmato con il sistema dello split reel, accorpato in un'unica bobina con un altro cortometraggio.